# Alejandro Gómez (atleta)
Alejandro Gómez Cabral (Vigo, 11 de abril de 1967 - Zamanes, Vigo, 31 de enero de 2021) fue un atleta español especializado en pruebas de fondo y campo a través.

## Trayectoria deportiva
Destacó desde muy joven, fue plusmarquista español juvenil de 5.000 m (14:16.7), promesa de 10.000 m (27:54.13) y júnior de 2.000 m (5:09.5), 5.000 m (13:42.17) y 3.000 m obstáculos (8:36.4). Fue además campeón de España de campo a través en la categoría juvenil en 1984, de 5.000 m y campo a través en la categoría promesas en 1986, 1987 y 1988 y de 3.000 m obstáculos en 1987.
En categoría absoluta fue varias veces campeón de España de 10.000m., de medio maratón, y de cross. En el campo internacional, participó en los Juegos Olímpicos de Seúl 1988 en 5000 m, en Barcelona 1992 y en Atlanta 1996 en la prueba de 10.000 m, donde fue décimo quinto en la final con una marca de 29:38.11. En el Campeonato Mundial de Atletismo de 1991 celebrado en Tokio fue 9.º en la final de 10.000 m con una marca de 28:13.71. En el Campeonato Mundial de Atletismo de 1995 celebrado en Gotemburgo fue 16.º en 10.000 m y en el Campeonato Mundial de Atletismo de 1999 celebrado en Sevilla se clasificó en el puesto 40.º en maratón.
Las dos veces que estuvo más cerca de un pódium fue en las maratones del Campeonato Europeo de Atletismo de 1998 celebrado en Budapest y en el Campeonato Europeo de Atletismo de 2002 celebrado en Múnich donde fue 5.º y 6.º respectivamente. Participó muchas veces en el mundial de campo a través, y consiguió el tercer puesto por equipos en 1989. En el Campeonato europeo conquistó una plata en la segunda edición celebrada en Alnwick en 1995 donde se proclamó con la selección campeón de Europa por equipos.
También participó en varias ediciones del mundial de medio maratón consiguiendo un 8.º puesto en Palma de Mallorca su mejor actuación, donde fue subcampeón por equipos con la selección. Como miembro del equipo español de maratón que tanto destacó a finales de los noventa fue subcampeón de la copa de Europa en 1998, además fue plusmarquista de la distancia, marca que arrebató a Martín Fiz en 1997 con un segundo puesto en el maratón de Rótterdam con una marca de 2h07:54.
En junio de 2020 se le detectó un tumor cerebral inoperable y acaba falleciendo el 31 de enero de 2021.

## Palmarés
Nacional
- Campeón de España de Cross en: 1989 y 1995
- Campeón de España de 10.000 m en: 1989 (28:54.34), 1991 (28:10.27), 1993 (28:25.53), 1995 (29:29.15) y 1996 (27:49.10).
- Campeón de España de medio maratón en: 1992 (1:04.13), 2003 (1:04.40).

Internacional
- 41 veces internacional con España.
- Mundial Júnior	Atenas 1986 Medalla de plata en	5000 m lisos con una marca de 13:55.94.
- Mundial de Cross Stavanger 1989 Medalla de bronce por equipos con 176ptos.
- Europeo de Cross en Alnwick 1995 medalla de plata con una marca de 26:46.
- Europeo de Cross de Alnwick 1995 medalla de oro por equipos con 32ptos.
- Tercer puesto Superliga 1996 en Lille en 10000 m lisos con un marca de 28:46.76.
- Campeonato Ibérico 10000 m en Leiría 1996 vencedor con una marca de 27:57.25.
- Mundial medio maratón Mallorca 1996 medalla de plata por equipos con una marca de 3h08:36.
- Copa de Europa de maratón Budapest 1998 medalla de plata por equipos con un marca de 8h55:31.
- 2.ª posición en la copa de Europa de Club de cross LaFlechè 1996.
- 2.ª posición en la copa de Europa de Club de cross Cáceres 1997.

Sus mejores maratones
- Fue 2.º en Róterdam en 1997 con una marca de 2h07:54. Récord de España.
- Fue 7.º en Seúl en 1997 con una marca de 2h12:15.
- Fue 7.º en Boston en 1998 con una marca de 2h12:34.
- Fue 10.º en Róterdam en 2002 con una marca de 2h12:58.
- Fue 5.º en Budapest en el Europeo de 1998 con una marca de 2h13:23.
- Fue 6.º en Múnich en el Europeo de 2002 con una marca de 2h13:40.

Otros premios
- Vigués distinguido en 2020.[2]